# Gioan Hoắc Thành
Gioan Hoắc Thành (1 tháng 2 năm 1926 - 2 tháng 1 năm 2023, tiếng Trung:霍成, tiếng Anh:John Huo Cheng) là một giám mục người Trung Quốc của Giáo hội Công giáo Rôma. Ông từng đảm nhận cương vị Giám mục chính tòa Giáo phận Phần Dương.

## Tiểu sử
Giám mục Hoắc sinh ngày 1 tháng 2 năm 1926 tại Trung Quốc. Sau khoảng thời gian dài tu học, ngày 14 tháng 5 năm 1954, ông được thụ phong chức linh mục. Tòa Thánh chọn linh mục Gioan Hoắc Thành làm Giám mục chính tòa Phần Dương, một giáo phận trống tòa từ trước đó rất lâu. Lễ tấn phong giám mục được cử hành ngày 4 tháng 9 năm 1991.
Ông qua đời ngày 2 tháng 1 năm 2023, thọ 96 tuổi.